# Yell
Yell 966 indb. (2013) 27 km lang og 11 km bred, er en nordlig ø på Shetlandsøerne. Øen har en god infrastruktur med forretninger, fritidscentrum, tre skoler, et rigt musikliv og en pub.
Der er sandstrande, klippelandskaber og et rigt fugle- og dyreliv. Yell er kendt for sine mange oddere.
Færgen sejler fra Ulsta til Mainland, fra Gutcher til Belmont på Unst og til Oddsta på Fetlar. Andre landsbyer på Yell er Burravoe med museum, Mid Yell, Cullivoe og Gloup.
Old Haa Museum, der er indrettet i en gammel købmandshus, fortæller om øen og landsbyen Burravoes historie.

## Ekstern henvisning
- Wikimedia Commons har flere filer relateret til Yell
- Hjemmeside om Yell (på engelsk)